# Marju Lauristin
Marju Lauristin, née le 7 avril 1940 à Tallinn, est une femme politique estonienne, membre du Parti social-démocrate (SDE).

## Biographie
Elle est professeur à l'université de Tartu.
Avec Edgar Savisaar, elle fonde le Front populaire en 1988. En 1990, elle est présidente adjointe du Riigikogu. De 1992 à 1994, elle devient ministre des Affaires sociales.
En 2014, elle est élue députée européenne.
Elle est membre de la Commission des libertés civiles, de la justice et des affaires intérieures (LIBE) et est nommée rapporteure sur la « proposition de règlement du Parlement européen et du Conseil concernant le respect de la vie privée et la protection des données à caractère personnel dans les communications électroniques » et abrogeant la directive 2002/58/CE (règlement « vie privée et communications électroniques »).
En novembre 2017, elle démissionne de son mandat européen ayant été élu au conseil municipal de Tartu (2e ville d'Estonie) et compte tenu de l'adoption du rapport ci-dessus mentionné.
En 2022, elle est nommée présidente d'honneur du SDE.

## Prix et récompenses
- Prix de la Concorde, 2000
- Ordre du Blason national d'Estonie de 2e classe, 2006